# Rooney Mara
Pour les articles homonymes, voir Rooney et Mara.
Patricia Rooney Mara, dite Rooney Mara, née le 17 avril 1985 à Bedford (État de New York), est une actrice américaine.
Elle reçoit le prix d'interprétation féminine pour le film Carol lors du Festival de Cannes 2015.
Elle est également connue pour le rôle de Lisbeth Salander dans le thriller Millénium : Les Hommes qui n'aimaient pas les femmes (2012), de David Fincher, qui lui vaut une nomination au Golden Globe et à l'Oscar de la meilleure actrice, puis celui de Marie Madeleine dans le biopic Marie Madeleine (2017), de Garth Davis.

## Biographie

### Jeunesse
Patricia Rooney Mara naît à Bedford dans le Comté de Westchester près de New York. Elle est la fille de Kathleen McNulty (née Rooney), d'origine anglaise, allemande et irlandaise et de Timothy Christopher Mara, d'origine irlandaise, québécoise et italienne. Timothy Christopher Mara est vice-président de l'équipe de football américain des Giants de New York. Patricia Rooney Mara a trois frères et sœurs : Daniel, Conor et Kate, également actrice.
Elle est également l'arrière-petite-fille d'Arthur Rooney, fondateur des Steelers de Pittsburgh, autre équipe de foot américain, et de Tim Mara, fondateur des Giants de New York. Son grand-père paternel Wellington Mara a longtemps été copropriétaire des Giants, puis son oncle John Mara prit sa succession.
En 2003, Rooney Mara sort diplômée de la Fox Lane High School de Bedford puis voyage en Équateur, au Pérou et en Bolivie. Elle voyage au Kenya en 2006, à la suite de quoi elle fonde en 2007 l'association Faces of Kibera pour aider des enfants orphelins et vulnérables vivants à Kibera. Elle fréquente ensuite la Gallatin School of Individualized Study de l'Université de New York et y étudie la psychologie, la politique sociale et les associations à but non lucratif. Elle est diplômée en 2010.

### Débuts d'actrice (2005-2010)
Inspirée par des films comme Autant en emporte le vent ou Rebecca qu'elle regardait avec sa mère, elle veut très vite devenir actrice, comme sa sœur Kate Mara.
En 2005, elle décroche son premier rôle dans le vidéofilm Urban Legend 3 : Bloody Mary. Elle y tient un tout petit rôle alors que sa sœur Kate est le premier rôle. Elle travaille ensuite pour la télévision et tourne dans un épisode de la série New York, unité spéciale où elle incarne une jeune fille détestant les personnes obèses.
En 2007, elle apparaît à nouveau à la télévision dans Women's Murder Club puis dans The Cleaner en 2008.

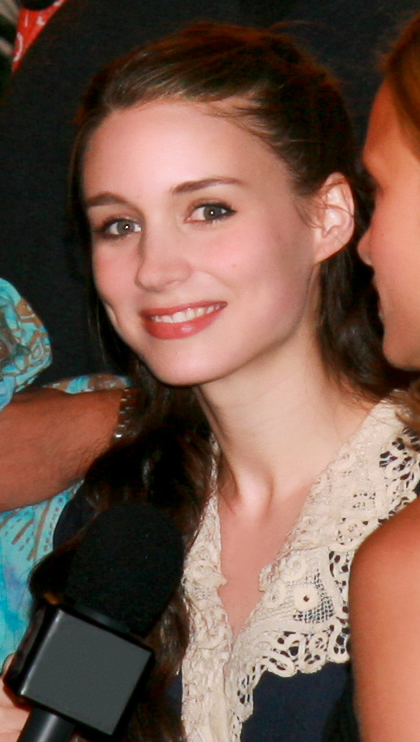
L'actrice au Festival international du film de Toronto 2009, pour la présentation de Tanner Hall.

En 2009, elle tient le premier rôle dans le drame Tanner Hall, aux côtés d'Amy Sedaris et Tom Everett Scott. Elle décide alors d'utiliser seulement le nom de Rooney Mara, car elle déclare ne pas tellement aimer son prénom et que Rooney est plus facile à mémoriser.
Elle côtoie ensuite Michael Cera dans la comédie Be Bad !. Elle avait à l'origine auditionné pour le premier rôle féminin, finalement attribué à Portia Doubleday.
Elle apparaît également dans des petits films indépendants comme Dare et The Winning Season, qui sont présentés au Festival du film de Sundance. La même année, le magazine américain Filmmaker la classe dans sa liste des « 25 nouvelles têtes de films indépendants » (" 25 New Faces of Independent Film ").
En 2010, elle est à l'affiche de Freddy : Les Griffes de la nuit, remake du film de 1984 Les Griffes de la nuit. Elle incarne Nancy Holbrook, basée sur le personnage de Nancy Thompson du film original.

### Révélation critique (2011-2012)
Elle a ensuite un petit rôle dans The Social Network, le film de David Fincher sur la création de Facebook. Elle y interprète l'ex-petite amie de Mark Zuckerberg, joué par Jesse Eisenberg, et leur scène de rupture, en ouverture du film, la révèle au grand public.
Le réalisateur David Fincher lui fait confiance pour son prochain projet : elle prête en effet ses traits au personnage de Lisbeth Salander, dans Millénium : Les Hommes qui n'aimaient pas les femmes (The Girl with the Dragon Tattoo), l'adaptation cinématographique américaine du roman Les Hommes qui n'aimaient pas les femmes de Stieg Larsson, avec Daniel Craig dans le rôle de Mikael Blomkvist. Le roman avait déjà été adapté dans le film suédo-danois Millénium en 2009. Ce rôle lui vaut une nomination aux Oscars 2012 dans la catégorie meilleure actrice, ainsi qu'une nomination au Golden Globe de la meilleure actrice.

### Confirmation (2013-2015)

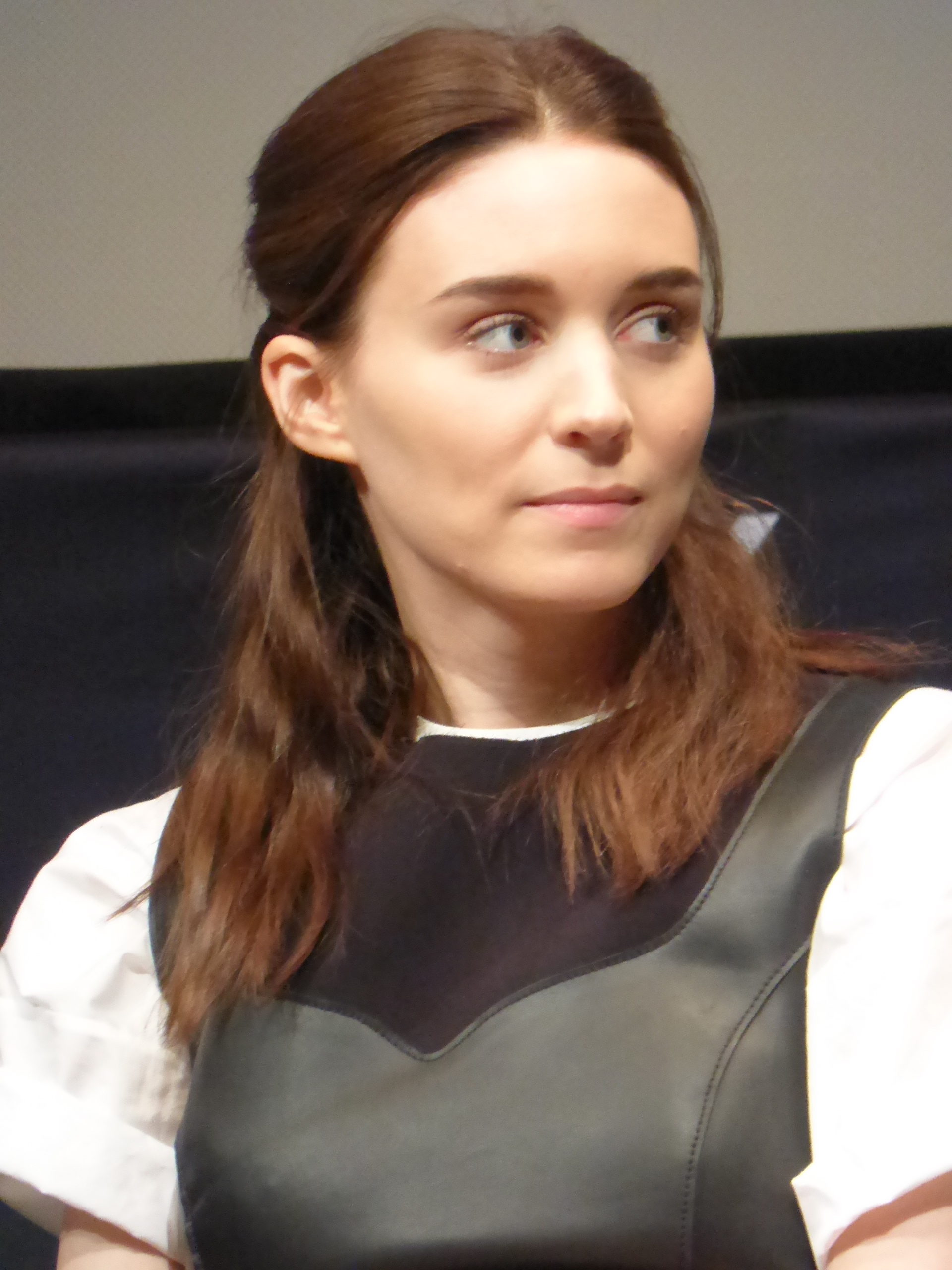
L'actrice à la présentation de Her au New York Film Festival de 2013.

Elle confirme en 2013, en étant à l'affiche de trois films très différents : tout d'abord le drame historique Les Amants du Texas, de David Lowery, où elle forme un couple maudit avec Casey Affleck, et récompensé au Festival du film de Sundance 2013 pour sa photographie. Puis elle décroche le premier rôle féminin du thriller psychologique Effets secondaires, de Steven Soderbergh, sélectionné en compétition pour l'Ours d'or du meilleur film lors du 63e Festival de Berlin. L'actrice y donne la réplique à Jude Law, Catherine Zeta-Jones et Channing Tatum.
Enfin, elle interprète l'une des femmes de la vie du héros de Her, incarné par Joaquin Phoenix, aux côtés de Amy Adams, Olivia Wilde et Scarlett Johansson. Cette comédie dramatique indépendante de science-fiction écrite et réalisée par Spike Jonze est acclamée par la critique, et remporte notamment l'Oscar du meilleur scénario. C'est l'actrice britannique Carey Mulligan qui devait jouer le rôle tenu par Mara, mais qui avait dû décliner pour raison d'emploi du temps.
De son côté, Rooney refuse, pour des raisons similaires, le rôle principal du thriller géopolitique Zero Dark Thirty, de Kathryn Bigelow. Le long-métrage vaudra à sa remplaçante, Jessica Chastain, une nomination à l'Oscar de la meilleure actrice.
En 2014, la jeune actrice participe au film d'aventure anglo-brésilien Trash, de Stephen Daldry, épopée de trois enfants des favelas. Le long-métrage passe inaperçu.
L'année 2015 la place de nouveau sous les feux des projecteurs : elle reçoit le Prix d'interprétation féminine du 68e Festival de Cannes pour le drame historique Carol, de Todd Haynes, d'après Patricia Highsmith, dans lequel elle interprète une vendeuse de grand magasin dans les années 1950, amoureuse d'une femme aisée incarnée par Cate Blanchett. Cette récompense lui est attribuée ex æquo avec la Française Emmanuelle Bercot pour Mon roi.
En octobre de la même année, elle est à l'affiche du premier blockbuster du cinéaste anglais Joe Wright, Pan, mené par Hugh Jackman, Amanda Seyfried, Garrett Hedlund et le jeune Levi Miller dans le rôle-titre. Le flop critique et commercial du film la renvoie à un cinéma plus indépendant.

### Cinéma indépendant (depuis 2016)

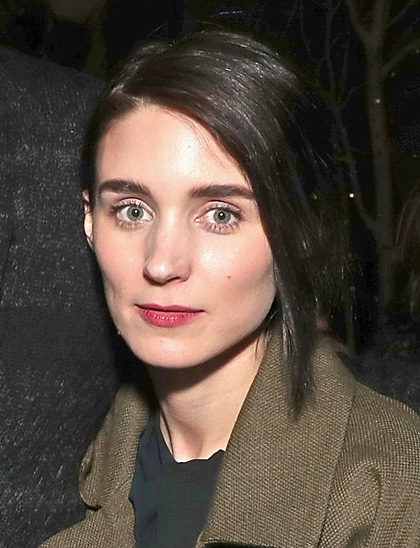
L'actrice à la première de The Discovery au Festival du Film de Sundance 2017.

L'année 2016 est marquée par la sortie du mélodrame américano-britannico-australien Lion, réalisé par Garth Davis. Elle y incarne la petite amie du héros incarné par Dev Patel, jeune indien adopté en quête de ses origines. Elle y donne aussi la réplique à Nicole Kidman. Elle est également au casting de deux productions plus confidentielles : tout d'abord le drame irlandais Le Testament caché, de Jim Sheridan. Elle y incarne la version jeune de l'héroïne, tandis que Vanessa Redgrave joue le personnage septuagénaire. Cette fois, c'est elle qui remplace Jessica Chastain, à la suite d'un changement de réalisateur. Enfin, l'actrice est la tête d'affiche d'un drame à petit budget, Una.
En 2017, elle est également à l'affiche de trois longs-métrages : tout d'abord la romance de science-fiction The Discovery, production Netflix réalisée par Charlie McDowell. L'actrice a Jason Segel pour partenaire. Puis elle fait partie du casting quatre étoiles réuni par Terrence Malick pour son drame indépendant expérimental, Song to Song. Enfin, elle partage l'affiche du drame indépendant à tout petit budget, A Ghost Story, écrit et réalisé par David Lowery. L'actrice y incarne la femme de Casey Affleck.
En 2018, elle tient le rôle-titre du biopic Marie Madeleine, qui marque ses retrouvailles avec le cinéaste Garth Davis. Ce projet important lui permet de donner la réplique à Joaquin Phoenix, interprète de Jésus. Elle ne quitte pas l'acteur pour son second projet, la comédie dramatique indépendante diffusée par Amazon, Don't Worry, He Won't Get Far on Foot, mise en scène par Gus Van Sant.

## Vie privée
Rooney Mara a déménagé à Los Angeles au début de 2007 et vivait avec sa sœur, Kate Mara, pendant un certain temps,. 
De 2010 à 2016, elle est en couple avec le réalisateur Charlie McDowell.
Depuis fin 2016, elle est en couple avec l'acteur Joaquin Phoenix. En juillet 2019, on apprend qu'ils sont fiancés. Le 27 septembre 2020, la naissance de leur fils est annoncée, prénommé River en hommage à River Phoenix, le frère aîné de Joaquin, mort d'une overdose à l’âge de 23 ans. En 2024, ils attendent leur deuxieme enfant.

## Filmographie

### Cinéma
- 2005 : Urban Legend 3 : Bloody Mary (vidéo) de Mary Lambert : une fille en classe
- 2008 : Dream Boy de James Bolton : Evelyn
- 2009 : Entre vous deux (Dare) d'Adam Salky (en) : Courtney
- 2009 : The Winning Season (en) de James C. Strouse (en) : Wendy
- 2009 : Friends (With Benefits) (en) (2009) de Gorman Bechard (en) : Tara
- 2009 : Tanner Hall (film) (en)  de Francesca Gregorini (en) et Tatiana von Fürstenberg (en) : Fernanda
- 2010 : Be Bad ! (Youth in Revolt) de Miguel Arteta : Taggarty
- 2010 : Freddy : Les Griffes de la nuit (A Nightmare on Elm Street) de Samuel Bayer : Nancy Holbrook
- 2011 : The Social Network de David Fincher : Erica Albright
- 2012 : Millénium : Les Hommes qui n'aimaient pas les femmes (The Girl with the Dragon Tattoo) de David Fincher : Lisbeth Salander
- 2013 : Effets secondaires (Side Effects) de Steven Soderbergh : Emily Taylor
- 2013 : Her de Spike Jonze : Catherine
- 2013 : Les Amants du Texas (Ain't Them Bodies Saints) de David Lowery : Ruth
- 2014 : Favelas (Trash) de Stephen Daldry : Olivia
- 2015 : Carol de Todd Haynes : Therese Belivet
- 2015 : Pan de Joe Wright : Lily la Tigresse
- 2016 : Kubo et l'Armure magique (Kubo and the Two Strings) de Travis Knight : Karasu et Washi les Sœurs (voix)
- 2016 : Una de Benedict Andrews : Una
- 2016 : Lion de Garth Davis : Lucy
- 2016 : Le Testament caché (The Secret Scripture) de Jim Sheridan : Rosemary McNulty jeune
- 2017 : The Discovery de Charlie McDowell : Isla
- 2017 : Song to Song de Terrence Malick : Faye
- 2017 : A Ghost Story de David Lowery : M
- 2018 : Marie Madeleine (Mary Magdalene) de Garth Davis : Marie Madeleine
- 2018 : Don't Worry, He Won't Get Far on Foot de Gus Van Sant : Annu
- 2018 : Dominion de Chris Delforce : elle-même
- 2021 : Nightmare Alley de Guillermo del Toro : Molly Cahill
- 2022 : Women Talking de Sarah Polley : Ona Friesen
- 2024 : The Grill (La cocina) d'Alonso Ruizpalacios : Julia
- 2025 : Polaris de Lynne Ramsay
- 2026 : Bucking Fastard de Werner Herzog
- 2026 : The Island de Pawel Pawlikowski

### Télévision
- 2006 : New York, unité spéciale (Law and Order: Special Victims Unit) (saison 7, épisode 20) : Jessica DeLay
- 2007 : Women's Murder Club (série télévisée): Alexis Sherman
- 2008 : The Cleaner (série télévisée) : Rebecca Smith
- 2009 : Urgences (ER) (série télévisée) : Megan

## Distinctions

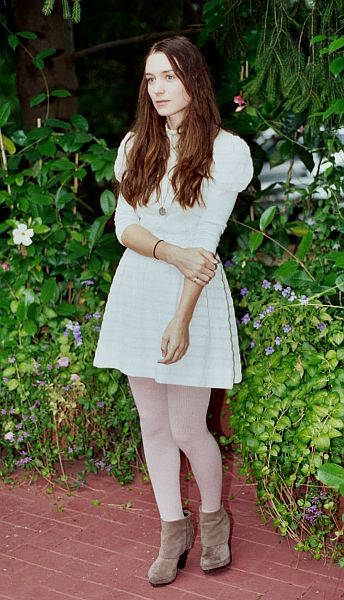
L'actrice en octobre 2009.

### Récompenses
- 2009 : Gen Art Film Festival de la meilleure actrice pour Tanner Hall
- 2009 : Festival international du film des Hamptons de la meilleure révélation féminine  pour Tanner Hall
- 2010 : Hollywood Film Awards de la meilleure distribution de l'année pour The Social Network partagée avec Jesse Eisenberg, Andrew Garfield, Justin Timberlake, Brenda Song, Armie Hammer, Josh Pence, Max Minghella, Rashida Jones, Joseph Mazzello, Dakota Johnson, John Getz et Denise Grayson
- 11e cérémonie des Phoenix Film Critics Society Awards 2010 : Meilleure distribution pour The Social Network
- 2011 : Alliance of Women Film Journalists Awards de la meilleure star féminine pour Millénium, les hommes qui n'aimaient pas les femmes
- IGN Summer Movie Awards 2011 : Prix IGN People's Choice Awards de la meilleure actrice pour Millénium, les hommes qui n'aimaient pas les femmes
- 2011 : Internet Film Critic Society de la meilleure actrice pour Millénium, les hommes qui n'aimaient pas les femmes
- 2011 : Festival international du film de Palm Springs de la meilleure distribution pour The Social Network
- 83e cérémonie des National Board of Review Awards 2011 : Meilleur espoir  pour Millénium, les hommes qui n'aimaient pas les femmes
- 8e cérémonie des St. Louis Film Critics Association Awards 2011 : Meilleur espoir pour Millénium, les hommes qui n'aimaient pas les femmes
- Festival international du film de Santa Barbara 2012 : Prix Virtuoso  pour Millénium, les hommes qui n'aimaient pas les femmes
- 1re cérémonie des Nevada Film Critics Society Awards 2012 : Meilleure révélation féminine pour Millénium, les hommes qui n'aimaient pas les femmes
- 2013 : LA Femme International Film Festival de la meilleure réalisatrice pour La Vérité sur Emanuel partagée avec Francesca Gregorini (Réalisatrice/Productrice).
- Festival de Cannes 2015 : Prix d'interprétation féminine pour Carol
- 25e cérémonie des Dallas-Fort Worth Film Critics Association Awards 2015 : Meilleure actrice dans un second rôle pour Carol
- 15e cérémonie des New York Film Critics Online Awards 2015 : Meilleure actrice dans un second rôle pour Carol
- 2015 : Online Film Critics Society Awards de la meilleure actrice dans un second rôle  pour Carol
- Telluride Film Festival 2015 : Prix Silver Medallion
- Australian Academy of Cinema and Television Arts Awards 2016 : Meilleure actrice dans un second rôle pour Carol
- 2016 : Houston Film Critics Society Awards de la meilleure actrice dans un second rôle  pour Carol
- 2016 : International Cinephile Society Awards de la meilleure actrice pour Carol
- 2016 : International Online Cinema Awards de la meilleure actrice pour Carol
- Festival international du film de Palm Springs 2016 : Prix Sonny Bono Visionary de la meilleure actrice dans un second rôle pour Carol
- Festival international du film de Santa Barbara 2016 : Prix Cinema Vanguard pour Carol
- 2018 : Hollywood International Independent Documentary Awards de la meilleure narration pour Dominion partagée avec Jesse Eisenberg, Andrew Garfield, Justin Timberlake, Brenda Song, Armie Hammer, Josh Pence, Max Minghella, Rashida Jones, Joseph Mazzello, Dakota Johnson, John Getz et Denise Grayson

### Nominations
- 69e cérémonie des Golden Globes 2012 : Meilleure actrice pour Millénium : Les Hommes qui n'aimaient pas les femmes
- 84e cérémonie des Oscars 2012 : Meilleure actrice pour Millénium : Les Hommes qui n'aimaient pas les femmes
- 69e cérémonie des British Academy Film Awards 2016 : Meilleure actrice dans un second rôle pour Carol
- 31e cérémonie des Independent Spirit Awards 2016 : Meilleure actrice pour Carol
- 73e cérémonie des Golden Globes 2016 : Meilleure actrice dans un film dramatique pour Carol
- 88e cérémonie des Oscars 2016 : Meilleur second rôle féminin  pour Carol
- 22e cérémonie des Screen Actors Guild Awards 2016 : Meilleure actrice dans un second rôle pour Carol

## Voix francophones
En version française Jessica Monceau est la voix française régulière de Rooney Mara depuis Women's Murder Club en 2007. Elle l'a notamment doublé dans The Social Network (2010) et  Millénium : Les Hommes qui n'aimaient pas les femmes (2012). Julie Cavanna l'a également doublé à trois reprises.
Versions françaises
- Jessica Monceau dans Women's Murder Club, The Social Network, Millénium : Les Hommes qui n'aimaient pas les femmes, Pan, The Discovery, Song to Song, etc.
- Julie Cavanna[18] dans Effets secondaires, Lion, Kubo et l'Armure magique
- Claire Beaudoin dans Her[18]
- Juliette Allain dans Carol[18]
- Maia Baran dans A Ghost Story